# 保加利亞的瑪麗亞·路易莎公主
保加利亞的瑪麗亞·路易莎（1933年1月13日—），保加利亞沙皇鮑里斯三世的女兒。目前，她是薩克森-科堡-哥達王朝科哈里支系的家族首領。

## 家庭
1957年，瑪麗亞·路易莎與萊寧根的卡爾王子結婚，兩人共有兩個兒子：
- 鮑里斯（英语：Prince Boris of Leiningen）（1960年生）
- 赫爾曼·腓特烈（英语：Hermann Leiningen）（1962年生）

瑪麗亞·路易莎與卡爾於1968年離婚。隔年，瑪麗亞·路易莎與布朗尼斯勞·克洛波科結婚，兩人共有1子1女：
- 亞歷山德拉（1970年生）
- 鮑威爾（1972年生）